# Frank Doran

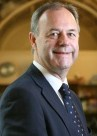
Frank Doran (2011)

Frank Doran (* 13. April 1949 in Edinburgh; † 30. Oktober 2017) war ein schottischer Politiker der Labour Party. Er war Abgeordneter im House of Commons.

## Familie, Ausbildung und beruflicher Werdegang
Geboren als viertes Kind eines Malers war Doran in zweiter Ehe mit der Abgeordneten Joan Mary Ruddock verheiratet. Aus einer 1967 geschlossenen ersten Ehe hat er zwei Kinder. Seine schulische Bildung erhielt er an der Ainslie Park Secondary School im Edinburgher Stadtteil East Pilton und an der Leith Academy im Stadtteil Leith. Mit 16 Jahren verließ er die Schule und arbeitete für das North of Scotland Hydro-Electric Board. Dort arbeitete er in der Rechtsabteilung, wo sein Interesse für Rechtswissenschaften geweckt wurde. Er holte in der Abendschule zunächst seinen Schulabschluss nach und studierte dann an der University of Dundee. Dort wurde ihm 1975 der Bachelor of Laws verliehen. Zwei Jahre später wurde er als Solicitor zugelassen und praktizierte bis 1988 in Dundee. Er befasste sich hauptsächlich mit Fällen zu Fragen der psychischen Gesundheit und Rechte von Kindern. In dieser Zeit wurde er von der Law Society of Scotland wegen standeswidrigen Verhaltens abgemahnt.

## Politische Karriere
Seinen ersten Wahlkampf bestritt Doran 1984, als er erfolglos im Wahlkreis North East Scotland für das Europaparlament kandidierte. Bei den britischen Unterhauswahlen 1987 errang er den Sitz im Wahlkreis Aberdeen South. Dabei setzte er sich gegen den Amtsinhaber und Kandidat der Conservative Party, Gerry Malone durch. Unter Neil Kinnock stieg Doran zum energiepolitischen Sprecher der Labour Party auf. Bei den britischen Unterhauswahlen 1992 verlor er als einziger amtierender Abgeordneter der Labour Party seinen Sitz. Nach seiner Abwahl arbeitete er als Lobbyist für verschiedene Gewerkschaften. Bei den britischen Unterhauswahlen 1997 trat er dann im neu geschaffenen Wahlkreis Aberdeen Central an und wurde mit 49,8 % gewählt. Noch im selben Jahr wurde Doran zum parlamentarischen Privatsekretär von Ian McCartney im Department of Trade and Industry ernannt.
1999 wechselte er mit McCartney ins Cabinet Office. Nachdem Doran bei den Wahlen 2001 mit großer Mehrheit wiedergewählt worden war, gehörte er dem Ausschuss für Kultur, Medien und Sport an. Vor den Unterhauswahlen 2005 kam es zu einer Verschiebung der Wahlbezirke, sodass sein Wahlbezirk Aberdeen Central wegfiel. Daraufhin kam es zu einer parteiinternen Kampfabstimmung um die Kandidatur im Wahlkreis Aberdeen North. Dabei setzte sich Doran gegen den Amtsinhaber Malcolm Savidge durch. In den folgenden Unterhauswahlen setzte er sich mit 42,5 % deutlich gegen seine Mitbewerber durch. In der Legislaturperiode bis 2010 gehörte Doran mehreren Ausschüssen an, darunter dem Verwaltungsausschuss, dem er zugleich vorsaß, und dem Finanzausschuss. Nach seiner erneuten Wiederwahl 2010 wechselte er als Vorsitzender in den Kunstausschuss. Zu den Unterhauswahlen 2015 trat Doran nicht mehr an. Sein Parteikollege Richard Baker kandidierte im Wahlkreis für die Labour Party. Er konnte sich jedoch nicht gegen die SNP-Kandidatin Kirsty Blackman durchsetzen.